# Окланд класик
АСБ класик Окланд (енгл. ASB Classic Auckland) је један од професионалних ВТА тениских турнира. Организује се од 1986. године у Окланду на Новом Зеланду, као први турнир којим се сваке године отвара нова женска тениска сезона.
Турнир почиње (у зависности од календара) последњих дана децембра или првих дана јануара.
У својој историји мењао је имена зависно од спонзора, а од 1996. спонзор је окландска банка АСБ (енгл. Auckland Savings Bank), па турнир добија име ASB Bank Classic, а од 2002. данашњи назив.
Турнир је до 2009. био четврте категорије са наградним фондом од 145.000 долара. Игра се на отвореним теренима, са тврдом подлогом у појединачној конкуренцији (32 учеснице) и у игри парова (16 парова).
Највише успеха имала је Американка Пети Фендик, које је тријумфовала два пута у појединачној конкуренцији и три пута у игри парова са различитим партнеркама.

## Поени и новчана награда[1]
| Пласман       | Поени | Новчана награда |
| ------------- | ----- | --------------- |
| Победа        | 280   | 37.000 $        |
| Финале        | 200   | 19.000 $        |
| Полуфинале    | 130   | 10.200 $        |
| Четвртфинале  | 70    | 5.340 $         |
| Осмина финала | 30    | 2.950 $         |
| Прво коло     | 1     | 1.725 $         |

| Пласман      | Поени | Новчана награда |
| ------------ | ----- | --------------- |
| Победа       | 280   | 11.000 $        |
| Финале       | 200   | 5.750 $         |
| Полуфинале   | 130   | 3.100 $         |
| Четвртфинале | 70    | 1.650$          |
| Прво коло    | 1     | 860 $           |

## Резултати

### Појединачно
Напомена: Сваки датум је дан почетка турнира.
| Датум    | Кате- горија | Наградни фонд ($) | Подлога     | Победница                    | Финалисткиња                    | Резултат      |
| 09/12/85 |              | 50000             | трава (от.) | Ен Хобс Уједињено Краљевство | Луиз Филд Аустралија            | 6–3, 6–1      |
| 26/01/87 |              | 50000             | тврда (от.) | Гречен Мегерс САД            | Тери Фелпс САД                  | 6–2, 6–3      |
| 25/01/88 | V            | 50000             | тврда (от.) | Пети Фендик САД              | Сара Гомер Уједињено Краљевство | 6–3, 7–6      |
| 30/01/89 | V            | 75000             | тврда (от.) | Пети Фендик САД              | Белинда Кордвел Нови Зеланд     | 6–2, 6–0      |
| 29/01/90 | V            | 75000             | тврда (от.) | Лејла Месхи Совјетски Савез  | Сабина Апелманс Белгија         | 6–1, 6–0      |
| 28/01/91 | V            | 100000            | тврда (от.) | Ева Швиглеова Чехословачка   | Андреа Страбдова Чехословачка   | 6–2, 0–6, 6–1 |
| 27/01/92 | V            | 100000            | тврда (от.) | Робин Вајт САД               | Андреа Страндова Чехословачка   | 2–6, 6–4, 6–3 |
| 01/02/93 | IV           | 100000            | тврда (от.) | Елна Рајнах Јужна Африка     | Каролин Кулман САД              | 6–0, 6–0      |
| 31/01/94 | IV           | 100000            | тврда (от.) | Џинџер Нилсен САД            | Инес Горочатеги Аргентина       | 7–6, 6–3      |
| 30/01/95 | IV           | 107500            | тврда (от.) | Никол Братке Аустралија      | Џинџер Нилсен САД               | 3–6, 6–2, 6–1 |
| 01/01/96 | IV           | 107500            | тврда (от.) | Сандра Чачић САД             | Барбара Паулус Аустрија         | 6–3, 1–6, 6–4 |
| 30/12/96 | IV           | 107500            | тврда (от.) | Марион Марушка Аустрија      | Јудит Вајснер Аустрија          | 6–3, 6–1      |
| 05/01/98 | IV           | 107500            | тврда (от.) | Доминик ван Рост Белгија     | Силвија Фарина Елиа Италија     | 4–6, 7–6, 7–5 |
| 04/01/99 | IVb          | 112500            | тврда (от.) | Жули Алар Француска          | Доминик ван Рост Белгија        | 6–4, 6–1      |
| 03/01/00 | IVb          | 110000            | тврда (от.) | Ан Крамер Луксембург         | Кара Блек Зимбабве              | 6–4, 6–4      |
| 01/01/01 | V            | 110000            | тврда (от.) | Мејлен Ту САД                | Паола Суарез Аргентина          | 7–6, 6–2      |
| 31/12/01 | IV           | 140000            | тврда (от.) | Ана Смашнова Израел          | Татјана Панова Русија           | 6–2, 6–2      |
| 30/12/02 | IV           | 140000            | тврда (от.) | Елени Данилиду Грчка         | Јун Џеонг Чо Јужна Кореја       | 6–4, 4–6, 7–6 |
| 05/01/04 | IV           | 140000            | тврда (от.) | Елени Данилиду Грчка         | Ешли Харклроуд САД              | 6–3, 6–2      |
| 03/01/05 | IV           | 140000            | тврда (от.) | Катарина Среботник Словенија | Шинобу Асагое Јапан             | 5–7, 7–5, 6–4 |
| 02/01/06 | IV           | 145000            | тврда (от.) | Марион Бартоли Француска     | Вера Звонарјова Русија          | 6–2, 6–2      |
| 01/01/07 | IV           | 145000            | тврда (от.) | Јелена Јанковић Србија       | Вера Звонарјова Русија          | 7–6, 5–7, 6–3 |
| 31/12/07 | IV           | 145000            | тврда (от.) | Линдси Давенпорт САД         | Араван Резај Француска          | 6–2, 6–2      |
| 5/01/09  | Међунар.     | 220.000           | тврда (от.) | Јелена Дементјева Русија     | Јелена Веснина Русија           | 6–4, 6–1      |

### Парови
| Датум    | Кате- горија | Наградни фонд ($) | Подлога     | Победнице                                                    | Финалисткиње                                             | Резултат      |
| 09/12/85 |              | 50000             | трава (от.) | Ен Хобс · Кенди Рејнолдс САД                                 | Лиа Антоноплис-Иноје САД · Адријана Виљагран Аргентина   | 6–1, 6–3      |
| 26/01/87 |              | 50000             | тврда (от.) | Ана Марија Фернандез САД · Џули Ричардсон Нови Зеланд        | Гречен Мегерс САД · Елизабет Минтер Аустралија           | 4–6, 6–4, 6–2 |
| 25/01/88 | V            | 50000             | тврда (от.) | Пети Фендик САД · Џил Хедерингтон Канада                     | Кеми Макгрегор · Синтија Макгрегор САД                   | 6–2, 6–1      |
| 30/01/89 | V            | 75000             | тврда (от.) | Пети Фендик САД · Џил Хедерингтон Канада                     | Елизабет Смајли · Џенин Томпсон Аустралија               | 6–4, 6–4      |
| 29/01/90 | V            | 75000             | тврда (от.) | Наталија Медведева · Лејла Месхи Совјетски Савез             | Џил Хетерингтон Канада · Робин Вајт САД                  | 3–6, 6–3, 7–6 |
| 28/01/91 | V            | 100000            | тврда (от.) | Пети Фендик САД · Лариса Ниланд Совјетски Савез              | Џо-Ен Фол Аустралија · Џули Ричардсон Нови Зеланд        | 6–3, 6–3      |
| 27/01/92 | V            | 100000            | тврда (от.) | Розалин Фербенк Јужна Африка · Рафаела Ређи Италија          | Џил Хедерингтон Канада · Кети Риналди Станкел САД        | 1–6, 6–1, 7–5 |
| 01/02/93 | IV           | 100000            | тврда (от.) | Изабел Демонжо Француска · Елна Рајнах Јужна Африка          | Џил Хедрингтон Канада · Кети Риналди Станкел САД         | 6–2, 6–4      |
| 31/01/94 | IV           | 100000            | тврда (от.) | Патрисија И-Буле Канада · Мерцедес Паз Аргентина             | Џени Бирн Аустралија · Џули Ричардсон Нови Зеланд        | 6–4, 7–6      |
| 30/01/95 | IV           | 107.500           | тврда (от.) | Џил Хедерингтон Канада · Елна Рајнах Јужна Африка            | Лаура Голарса Италија · Каролина Вис Холандија           | 7–6, 6–2      |
| 01/01/96 | IV           | 107500            | тврда (от.) | Елс Каленс Белгија · Жули Алар Француска                     | Џил Хедерингтон Канада · Кристин Кунс Аустралија         | 6–1, 6–0      |
| 30/12/96 | IV           | 107500            | тврда (от.) | Јанета Хусарова Словачка · Доминик ван Рост Белгија          | Александра Олша Пољска · Елена Вагнер Немачка            | 6–2, 6–7, 6–3 |
| 05/01/98 | IV           | 107500            | тврда (от.) | Нана Мијаги Јапан · Там. Тансугарн Тајланд                   | Жули Алар Француска · Јанета Хусарова Словачка           | 7–6, 6–4      |
| 04/01/99 | IVb          | 112500            | тврда (от.) | Силвија Фарина Елиа Италија · Барбара Шет Аустрија           | Седа Норландер Холандија · Марлене Вајнгартнер Немачка   | 6–2, 7–6      |
| 03/01/00 | IVb          | 110000            | тврда (от.) | Кара Блек Зимбабве · Александра Фузе Француска               | Барбара Шварц · Патриција Вартуш Аустрија                | 3–6, 6–3, 6–4 |
| 01/01/01 | V            | 110000            | тврда (от.) | Александра Фузе Француска · Рита Гранде Италија              | Емануела Гаљарди Швајцарска · Барбара Шет Аустрија       | 7–6, 6–3      |
| 31/12/01 | IV           | 140000            | тврда (от.) | Никол Арент САД · Лизел Хубер Јужна Африка                   | Квета Пешке Чешка · Хенријета Нађова Словачка            | 7–5, 6–4      |
| 30/12/02 | IV           | 140000            | тврда (от.) | Терин Ешли · Абигејл Спирс САД                               | Кара Блек Зимбабве · Јелена Лиховцева Русија             | 6–2, 2–6, 6–0 |
| 05/01/04 | IV           | 140000            | тврда (от.) | Мервана Југић Босна и Херцеговина · Јелена Костанић Хрватска | Вирхинија Пасквал Шпанија · Паола Суарез Аргентина       | 7–6, 3–6, 6–1 |
| 03/01/05 | IV           | 140000            | тврда (от.) | Шинобу Асагое Јапан · Катарина Среботник Словенија           | Лиен Бејкер Нови Зеланд · Франческа Лубијани Италија     | 6–3, 6–3      |
| 02/01/06 | IV           | 145000            | тврда (от.) | Јелена Лиховцева Русија · Вера Звонарјова Русија             | Емили Лоа Француска · Барбора Захлавова-Стрицова Чешка   | 6–3, 6–4      |
| 01/01/07 | IV           | 145000            | тврда (от.) | Јанета Хусарова Словачка · Паола Суарез Аргентина            | Су Веј Сје Кинески Тајпеј · Шика Уберој Индија           | 6–0, 6–2      |
| 31/12/07 | IV           | 145000            | тврда (от.) | Марија Корицева Украјина · Лилија Остерло САД                | Мартина Милер Немачка · Барбора Захлавова-Стрицова Чешка | 6–3, 6–4      |